# Esteban Torre
Esteban Torre (Soto de la Marina, 3 settembre 1971) è un ex calciatore e allenatore di calcio spagnolo, di ruolo centrocampista.

## Biografia
Suo figlio Pablo Torre è anch'egli un calciatore.

## Caratteristiche tecniche
Era un centrocampista.

## Carriera

### Calciatore
Ha militato principalmente nel Racing Santander, ritirandosi nel 2001 dopo una stagione all'Universidad LPGC.

### Allenatore
Pochi mesi dopo il proprio ritiro è diventato l'allenatore dei portieri del Racing Santander, sua ex squadra da calciatore.
Dal 2008 al 2011 è stato l'allenatore del C.D. Bezana.
Nel luglio 2015 fa ritorno al Racing Santander, diventando l'allenatore della squadra B. A fine stagione, dopo avere avuto dei contrasti col tecnico della prima squadra Pedro Munitis, lascia il club.